# Metz-Robert
Metz-Robert ist eine französische Gemeinde mit 55 Einwohnern (Stand: 1. Januar 2022) im Département Aube in der Region Grand Est (vor 2016 Champagne-Ardenne). Sie gehört zum Arrondissement Troyes und zum Kanton Les Riceys.

## Geographie
Metz-Robert liegt etwa 28 Kilometer südlich von Troyes. Umgeben wird Metz-Robert von den Nachbargemeinden Les Loges-Margueron im Norden, Chaource im Osten und Süden sowie Cussangy im Süden und Westen.

## Bevölkerungsentwicklung
| Jahr                       | 1962 | 1968 | 1975 | 1982 | 1990 | 1999 | 2006 | 2011 | 2019 |
| Einwohner                  | 34   | 42   | 37   | 49   | 47   | 51   | 60   | 50   | 64   |
| Quellen: Cassini und INSEE |      |      |      |      |      |      |      |      |      |

## Sehenswürdigkeiten

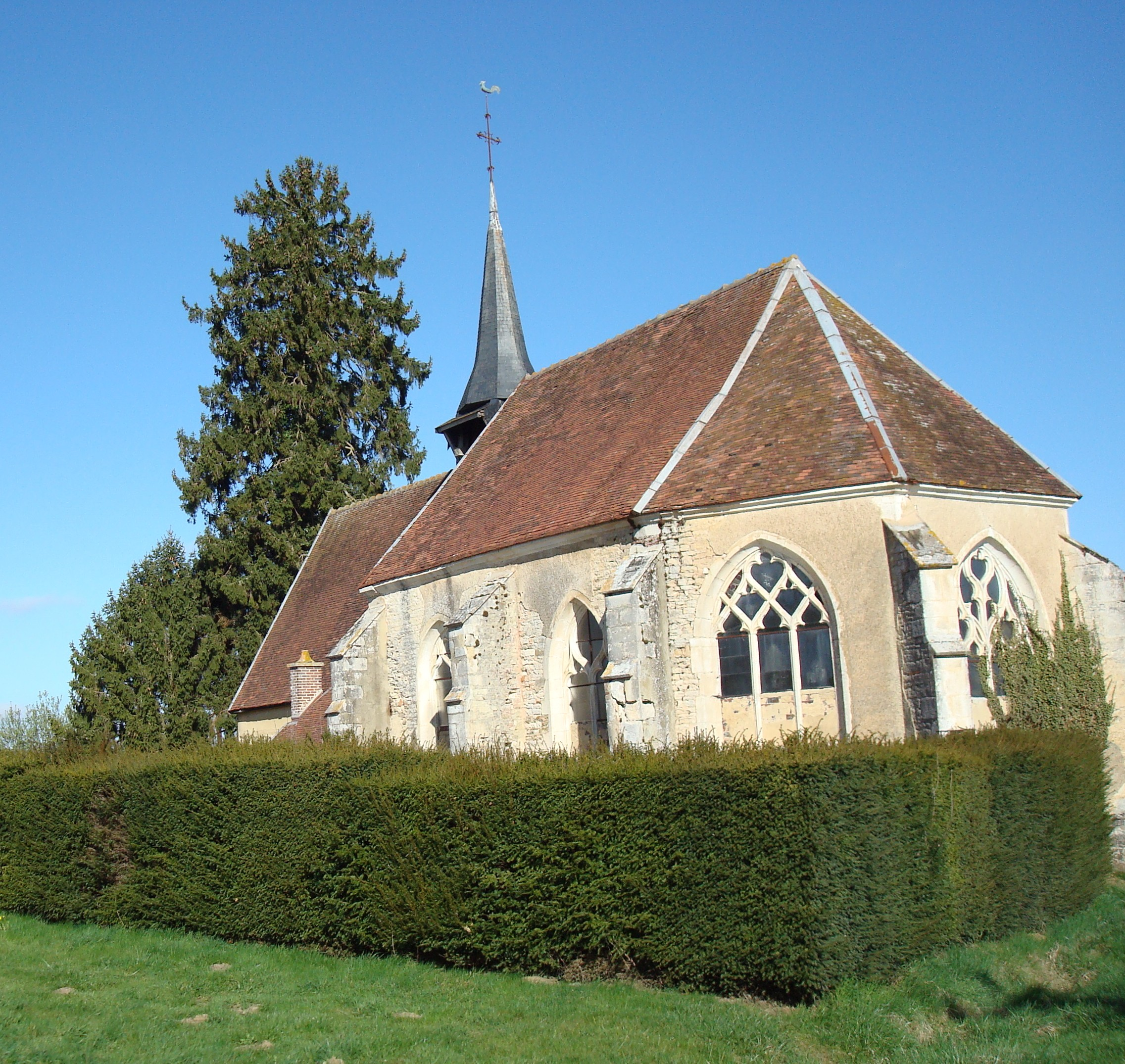
Kirche L'Assomption-de-la-Vierge

- Kirche Assomption-de-la-Vierge